# Karagasse
Cet article concerne la langue samoyède karagasse. Pour la langue turque karagasse, voir Tofalar. Pour le peuple karagasse, voir Karagasses.
Le karagasse (ou mator-taigi-karagas) était une langue samoyède, éteinte au XIXe siècle.

## Sources
- (ru) Xeмлинский, E.A., Очерк истории caмодийскиx народов, dans Компаративистика, уралистика, p. 26-40, Moscou, Iazyki Russkoï Kul'tury, 2000,  (ISBN 5-7859-0157-9)